# Grillo (scacchi)
|   | a | b | c | d | e | f | g | h |   |
| 8 | h8 cerchio bianco · a7 pedone del nero · d7 cerchio bianco · g7 re del nero · b6 pedone del nero · d6 pedone del bianco · d4 grillo del bianco · e4 pedone del bianco · f4 pedone del bianco · c3 pedone del bianco · b2 cerchio bianco · d2 re del bianco · d1 cerchio bianco | h8 cerchio bianco · a7 pedone del nero · d7 cerchio bianco · g7 re del nero · b6 pedone del nero · d6 pedone del bianco · d4 grillo del bianco · e4 pedone del bianco · f4 pedone del bianco · c3 pedone del bianco · b2 cerchio bianco · d2 re del bianco · d1 cerchio bianco | h8 cerchio bianco · a7 pedone del nero · d7 cerchio bianco · g7 re del nero · b6 pedone del nero · d6 pedone del bianco · d4 grillo del bianco · e4 pedone del bianco · f4 pedone del bianco · c3 pedone del bianco · b2 cerchio bianco · d2 re del bianco · d1 cerchio bianco | h8 cerchio bianco · a7 pedone del nero · d7 cerchio bianco · g7 re del nero · b6 pedone del nero · d6 pedone del bianco · d4 grillo del bianco · e4 pedone del bianco · f4 pedone del bianco · c3 pedone del bianco · b2 cerchio bianco · d2 re del bianco · d1 cerchio bianco | h8 cerchio bianco · a7 pedone del nero · d7 cerchio bianco · g7 re del nero · b6 pedone del nero · d6 pedone del bianco · d4 grillo del bianco · e4 pedone del bianco · f4 pedone del bianco · c3 pedone del bianco · b2 cerchio bianco · d2 re del bianco · d1 cerchio bianco | h8 cerchio bianco · a7 pedone del nero · d7 cerchio bianco · g7 re del nero · b6 pedone del nero · d6 pedone del bianco · d4 grillo del bianco · e4 pedone del bianco · f4 pedone del bianco · c3 pedone del bianco · b2 cerchio bianco · d2 re del bianco · d1 cerchio bianco | h8 cerchio bianco · a7 pedone del nero · d7 cerchio bianco · g7 re del nero · b6 pedone del nero · d6 pedone del bianco · d4 grillo del bianco · e4 pedone del bianco · f4 pedone del bianco · c3 pedone del bianco · b2 cerchio bianco · d2 re del bianco · d1 cerchio bianco | h8 cerchio bianco · a7 pedone del nero · d7 cerchio bianco · g7 re del nero · b6 pedone del nero · d6 pedone del bianco · d4 grillo del bianco · e4 pedone del bianco · f4 pedone del bianco · c3 pedone del bianco · b2 cerchio bianco · d2 re del bianco · d1 cerchio bianco | 8 |
| 7 | h8 cerchio bianco · a7 pedone del nero · d7 cerchio bianco · g7 re del nero · b6 pedone del nero · d6 pedone del bianco · d4 grillo del bianco · e4 pedone del bianco · f4 pedone del bianco · c3 pedone del bianco · b2 cerchio bianco · d2 re del bianco · d1 cerchio bianco | h8 cerchio bianco · a7 pedone del nero · d7 cerchio bianco · g7 re del nero · b6 pedone del nero · d6 pedone del bianco · d4 grillo del bianco · e4 pedone del bianco · f4 pedone del bianco · c3 pedone del bianco · b2 cerchio bianco · d2 re del bianco · d1 cerchio bianco | h8 cerchio bianco · a7 pedone del nero · d7 cerchio bianco · g7 re del nero · b6 pedone del nero · d6 pedone del bianco · d4 grillo del bianco · e4 pedone del bianco · f4 pedone del bianco · c3 pedone del bianco · b2 cerchio bianco · d2 re del bianco · d1 cerchio bianco | h8 cerchio bianco · a7 pedone del nero · d7 cerchio bianco · g7 re del nero · b6 pedone del nero · d6 pedone del bianco · d4 grillo del bianco · e4 pedone del bianco · f4 pedone del bianco · c3 pedone del bianco · b2 cerchio bianco · d2 re del bianco · d1 cerchio bianco | h8 cerchio bianco · a7 pedone del nero · d7 cerchio bianco · g7 re del nero · b6 pedone del nero · d6 pedone del bianco · d4 grillo del bianco · e4 pedone del bianco · f4 pedone del bianco · c3 pedone del bianco · b2 cerchio bianco · d2 re del bianco · d1 cerchio bianco | h8 cerchio bianco · a7 pedone del nero · d7 cerchio bianco · g7 re del nero · b6 pedone del nero · d6 pedone del bianco · d4 grillo del bianco · e4 pedone del bianco · f4 pedone del bianco · c3 pedone del bianco · b2 cerchio bianco · d2 re del bianco · d1 cerchio bianco | h8 cerchio bianco · a7 pedone del nero · d7 cerchio bianco · g7 re del nero · b6 pedone del nero · d6 pedone del bianco · d4 grillo del bianco · e4 pedone del bianco · f4 pedone del bianco · c3 pedone del bianco · b2 cerchio bianco · d2 re del bianco · d1 cerchio bianco | h8 cerchio bianco · a7 pedone del nero · d7 cerchio bianco · g7 re del nero · b6 pedone del nero · d6 pedone del bianco · d4 grillo del bianco · e4 pedone del bianco · f4 pedone del bianco · c3 pedone del bianco · b2 cerchio bianco · d2 re del bianco · d1 cerchio bianco | 7 |
| 6 | h8 cerchio bianco · a7 pedone del nero · d7 cerchio bianco · g7 re del nero · b6 pedone del nero · d6 pedone del bianco · d4 grillo del bianco · e4 pedone del bianco · f4 pedone del bianco · c3 pedone del bianco · b2 cerchio bianco · d2 re del bianco · d1 cerchio bianco | h8 cerchio bianco · a7 pedone del nero · d7 cerchio bianco · g7 re del nero · b6 pedone del nero · d6 pedone del bianco · d4 grillo del bianco · e4 pedone del bianco · f4 pedone del bianco · c3 pedone del bianco · b2 cerchio bianco · d2 re del bianco · d1 cerchio bianco | h8 cerchio bianco · a7 pedone del nero · d7 cerchio bianco · g7 re del nero · b6 pedone del nero · d6 pedone del bianco · d4 grillo del bianco · e4 pedone del bianco · f4 pedone del bianco · c3 pedone del bianco · b2 cerchio bianco · d2 re del bianco · d1 cerchio bianco | h8 cerchio bianco · a7 pedone del nero · d7 cerchio bianco · g7 re del nero · b6 pedone del nero · d6 pedone del bianco · d4 grillo del bianco · e4 pedone del bianco · f4 pedone del bianco · c3 pedone del bianco · b2 cerchio bianco · d2 re del bianco · d1 cerchio bianco | h8 cerchio bianco · a7 pedone del nero · d7 cerchio bianco · g7 re del nero · b6 pedone del nero · d6 pedone del bianco · d4 grillo del bianco · e4 pedone del bianco · f4 pedone del bianco · c3 pedone del bianco · b2 cerchio bianco · d2 re del bianco · d1 cerchio bianco | h8 cerchio bianco · a7 pedone del nero · d7 cerchio bianco · g7 re del nero · b6 pedone del nero · d6 pedone del bianco · d4 grillo del bianco · e4 pedone del bianco · f4 pedone del bianco · c3 pedone del bianco · b2 cerchio bianco · d2 re del bianco · d1 cerchio bianco | h8 cerchio bianco · a7 pedone del nero · d7 cerchio bianco · g7 re del nero · b6 pedone del nero · d6 pedone del bianco · d4 grillo del bianco · e4 pedone del bianco · f4 pedone del bianco · c3 pedone del bianco · b2 cerchio bianco · d2 re del bianco · d1 cerchio bianco | h8 cerchio bianco · a7 pedone del nero · d7 cerchio bianco · g7 re del nero · b6 pedone del nero · d6 pedone del bianco · d4 grillo del bianco · e4 pedone del bianco · f4 pedone del bianco · c3 pedone del bianco · b2 cerchio bianco · d2 re del bianco · d1 cerchio bianco | 6 |
| 5 | h8 cerchio bianco · a7 pedone del nero · d7 cerchio bianco · g7 re del nero · b6 pedone del nero · d6 pedone del bianco · d4 grillo del bianco · e4 pedone del bianco · f4 pedone del bianco · c3 pedone del bianco · b2 cerchio bianco · d2 re del bianco · d1 cerchio bianco | h8 cerchio bianco · a7 pedone del nero · d7 cerchio bianco · g7 re del nero · b6 pedone del nero · d6 pedone del bianco · d4 grillo del bianco · e4 pedone del bianco · f4 pedone del bianco · c3 pedone del bianco · b2 cerchio bianco · d2 re del bianco · d1 cerchio bianco | h8 cerchio bianco · a7 pedone del nero · d7 cerchio bianco · g7 re del nero · b6 pedone del nero · d6 pedone del bianco · d4 grillo del bianco · e4 pedone del bianco · f4 pedone del bianco · c3 pedone del bianco · b2 cerchio bianco · d2 re del bianco · d1 cerchio bianco | h8 cerchio bianco · a7 pedone del nero · d7 cerchio bianco · g7 re del nero · b6 pedone del nero · d6 pedone del bianco · d4 grillo del bianco · e4 pedone del bianco · f4 pedone del bianco · c3 pedone del bianco · b2 cerchio bianco · d2 re del bianco · d1 cerchio bianco | h8 cerchio bianco · a7 pedone del nero · d7 cerchio bianco · g7 re del nero · b6 pedone del nero · d6 pedone del bianco · d4 grillo del bianco · e4 pedone del bianco · f4 pedone del bianco · c3 pedone del bianco · b2 cerchio bianco · d2 re del bianco · d1 cerchio bianco | h8 cerchio bianco · a7 pedone del nero · d7 cerchio bianco · g7 re del nero · b6 pedone del nero · d6 pedone del bianco · d4 grillo del bianco · e4 pedone del bianco · f4 pedone del bianco · c3 pedone del bianco · b2 cerchio bianco · d2 re del bianco · d1 cerchio bianco | h8 cerchio bianco · a7 pedone del nero · d7 cerchio bianco · g7 re del nero · b6 pedone del nero · d6 pedone del bianco · d4 grillo del bianco · e4 pedone del bianco · f4 pedone del bianco · c3 pedone del bianco · b2 cerchio bianco · d2 re del bianco · d1 cerchio bianco | h8 cerchio bianco · a7 pedone del nero · d7 cerchio bianco · g7 re del nero · b6 pedone del nero · d6 pedone del bianco · d4 grillo del bianco · e4 pedone del bianco · f4 pedone del bianco · c3 pedone del bianco · b2 cerchio bianco · d2 re del bianco · d1 cerchio bianco | 5 |
| 4 | h8 cerchio bianco · a7 pedone del nero · d7 cerchio bianco · g7 re del nero · b6 pedone del nero · d6 pedone del bianco · d4 grillo del bianco · e4 pedone del bianco · f4 pedone del bianco · c3 pedone del bianco · b2 cerchio bianco · d2 re del bianco · d1 cerchio bianco | h8 cerchio bianco · a7 pedone del nero · d7 cerchio bianco · g7 re del nero · b6 pedone del nero · d6 pedone del bianco · d4 grillo del bianco · e4 pedone del bianco · f4 pedone del bianco · c3 pedone del bianco · b2 cerchio bianco · d2 re del bianco · d1 cerchio bianco | h8 cerchio bianco · a7 pedone del nero · d7 cerchio bianco · g7 re del nero · b6 pedone del nero · d6 pedone del bianco · d4 grillo del bianco · e4 pedone del bianco · f4 pedone del bianco · c3 pedone del bianco · b2 cerchio bianco · d2 re del bianco · d1 cerchio bianco | h8 cerchio bianco · a7 pedone del nero · d7 cerchio bianco · g7 re del nero · b6 pedone del nero · d6 pedone del bianco · d4 grillo del bianco · e4 pedone del bianco · f4 pedone del bianco · c3 pedone del bianco · b2 cerchio bianco · d2 re del bianco · d1 cerchio bianco | h8 cerchio bianco · a7 pedone del nero · d7 cerchio bianco · g7 re del nero · b6 pedone del nero · d6 pedone del bianco · d4 grillo del bianco · e4 pedone del bianco · f4 pedone del bianco · c3 pedone del bianco · b2 cerchio bianco · d2 re del bianco · d1 cerchio bianco | h8 cerchio bianco · a7 pedone del nero · d7 cerchio bianco · g7 re del nero · b6 pedone del nero · d6 pedone del bianco · d4 grillo del bianco · e4 pedone del bianco · f4 pedone del bianco · c3 pedone del bianco · b2 cerchio bianco · d2 re del bianco · d1 cerchio bianco | h8 cerchio bianco · a7 pedone del nero · d7 cerchio bianco · g7 re del nero · b6 pedone del nero · d6 pedone del bianco · d4 grillo del bianco · e4 pedone del bianco · f4 pedone del bianco · c3 pedone del bianco · b2 cerchio bianco · d2 re del bianco · d1 cerchio bianco | h8 cerchio bianco · a7 pedone del nero · d7 cerchio bianco · g7 re del nero · b6 pedone del nero · d6 pedone del bianco · d4 grillo del bianco · e4 pedone del bianco · f4 pedone del bianco · c3 pedone del bianco · b2 cerchio bianco · d2 re del bianco · d1 cerchio bianco | 4 |
| 3 | h8 cerchio bianco · a7 pedone del nero · d7 cerchio bianco · g7 re del nero · b6 pedone del nero · d6 pedone del bianco · d4 grillo del bianco · e4 pedone del bianco · f4 pedone del bianco · c3 pedone del bianco · b2 cerchio bianco · d2 re del bianco · d1 cerchio bianco | h8 cerchio bianco · a7 pedone del nero · d7 cerchio bianco · g7 re del nero · b6 pedone del nero · d6 pedone del bianco · d4 grillo del bianco · e4 pedone del bianco · f4 pedone del bianco · c3 pedone del bianco · b2 cerchio bianco · d2 re del bianco · d1 cerchio bianco | h8 cerchio bianco · a7 pedone del nero · d7 cerchio bianco · g7 re del nero · b6 pedone del nero · d6 pedone del bianco · d4 grillo del bianco · e4 pedone del bianco · f4 pedone del bianco · c3 pedone del bianco · b2 cerchio bianco · d2 re del bianco · d1 cerchio bianco | h8 cerchio bianco · a7 pedone del nero · d7 cerchio bianco · g7 re del nero · b6 pedone del nero · d6 pedone del bianco · d4 grillo del bianco · e4 pedone del bianco · f4 pedone del bianco · c3 pedone del bianco · b2 cerchio bianco · d2 re del bianco · d1 cerchio bianco | h8 cerchio bianco · a7 pedone del nero · d7 cerchio bianco · g7 re del nero · b6 pedone del nero · d6 pedone del bianco · d4 grillo del bianco · e4 pedone del bianco · f4 pedone del bianco · c3 pedone del bianco · b2 cerchio bianco · d2 re del bianco · d1 cerchio bianco | h8 cerchio bianco · a7 pedone del nero · d7 cerchio bianco · g7 re del nero · b6 pedone del nero · d6 pedone del bianco · d4 grillo del bianco · e4 pedone del bianco · f4 pedone del bianco · c3 pedone del bianco · b2 cerchio bianco · d2 re del bianco · d1 cerchio bianco | h8 cerchio bianco · a7 pedone del nero · d7 cerchio bianco · g7 re del nero · b6 pedone del nero · d6 pedone del bianco · d4 grillo del bianco · e4 pedone del bianco · f4 pedone del bianco · c3 pedone del bianco · b2 cerchio bianco · d2 re del bianco · d1 cerchio bianco | h8 cerchio bianco · a7 pedone del nero · d7 cerchio bianco · g7 re del nero · b6 pedone del nero · d6 pedone del bianco · d4 grillo del bianco · e4 pedone del bianco · f4 pedone del bianco · c3 pedone del bianco · b2 cerchio bianco · d2 re del bianco · d1 cerchio bianco | 3 |
| 2 | h8 cerchio bianco · a7 pedone del nero · d7 cerchio bianco · g7 re del nero · b6 pedone del nero · d6 pedone del bianco · d4 grillo del bianco · e4 pedone del bianco · f4 pedone del bianco · c3 pedone del bianco · b2 cerchio bianco · d2 re del bianco · d1 cerchio bianco | h8 cerchio bianco · a7 pedone del nero · d7 cerchio bianco · g7 re del nero · b6 pedone del nero · d6 pedone del bianco · d4 grillo del bianco · e4 pedone del bianco · f4 pedone del bianco · c3 pedone del bianco · b2 cerchio bianco · d2 re del bianco · d1 cerchio bianco | h8 cerchio bianco · a7 pedone del nero · d7 cerchio bianco · g7 re del nero · b6 pedone del nero · d6 pedone del bianco · d4 grillo del bianco · e4 pedone del bianco · f4 pedone del bianco · c3 pedone del bianco · b2 cerchio bianco · d2 re del bianco · d1 cerchio bianco | h8 cerchio bianco · a7 pedone del nero · d7 cerchio bianco · g7 re del nero · b6 pedone del nero · d6 pedone del bianco · d4 grillo del bianco · e4 pedone del bianco · f4 pedone del bianco · c3 pedone del bianco · b2 cerchio bianco · d2 re del bianco · d1 cerchio bianco | h8 cerchio bianco · a7 pedone del nero · d7 cerchio bianco · g7 re del nero · b6 pedone del nero · d6 pedone del bianco · d4 grillo del bianco · e4 pedone del bianco · f4 pedone del bianco · c3 pedone del bianco · b2 cerchio bianco · d2 re del bianco · d1 cerchio bianco | h8 cerchio bianco · a7 pedone del nero · d7 cerchio bianco · g7 re del nero · b6 pedone del nero · d6 pedone del bianco · d4 grillo del bianco · e4 pedone del bianco · f4 pedone del bianco · c3 pedone del bianco · b2 cerchio bianco · d2 re del bianco · d1 cerchio bianco | h8 cerchio bianco · a7 pedone del nero · d7 cerchio bianco · g7 re del nero · b6 pedone del nero · d6 pedone del bianco · d4 grillo del bianco · e4 pedone del bianco · f4 pedone del bianco · c3 pedone del bianco · b2 cerchio bianco · d2 re del bianco · d1 cerchio bianco | h8 cerchio bianco · a7 pedone del nero · d7 cerchio bianco · g7 re del nero · b6 pedone del nero · d6 pedone del bianco · d4 grillo del bianco · e4 pedone del bianco · f4 pedone del bianco · c3 pedone del bianco · b2 cerchio bianco · d2 re del bianco · d1 cerchio bianco | 2 |
| 1 | h8 cerchio bianco · a7 pedone del nero · d7 cerchio bianco · g7 re del nero · b6 pedone del nero · d6 pedone del bianco · d4 grillo del bianco · e4 pedone del bianco · f4 pedone del bianco · c3 pedone del bianco · b2 cerchio bianco · d2 re del bianco · d1 cerchio bianco | h8 cerchio bianco · a7 pedone del nero · d7 cerchio bianco · g7 re del nero · b6 pedone del nero · d6 pedone del bianco · d4 grillo del bianco · e4 pedone del bianco · f4 pedone del bianco · c3 pedone del bianco · b2 cerchio bianco · d2 re del bianco · d1 cerchio bianco | h8 cerchio bianco · a7 pedone del nero · d7 cerchio bianco · g7 re del nero · b6 pedone del nero · d6 pedone del bianco · d4 grillo del bianco · e4 pedone del bianco · f4 pedone del bianco · c3 pedone del bianco · b2 cerchio bianco · d2 re del bianco · d1 cerchio bianco | h8 cerchio bianco · a7 pedone del nero · d7 cerchio bianco · g7 re del nero · b6 pedone del nero · d6 pedone del bianco · d4 grillo del bianco · e4 pedone del bianco · f4 pedone del bianco · c3 pedone del bianco · b2 cerchio bianco · d2 re del bianco · d1 cerchio bianco | h8 cerchio bianco · a7 pedone del nero · d7 cerchio bianco · g7 re del nero · b6 pedone del nero · d6 pedone del bianco · d4 grillo del bianco · e4 pedone del bianco · f4 pedone del bianco · c3 pedone del bianco · b2 cerchio bianco · d2 re del bianco · d1 cerchio bianco | h8 cerchio bianco · a7 pedone del nero · d7 cerchio bianco · g7 re del nero · b6 pedone del nero · d6 pedone del bianco · d4 grillo del bianco · e4 pedone del bianco · f4 pedone del bianco · c3 pedone del bianco · b2 cerchio bianco · d2 re del bianco · d1 cerchio bianco | h8 cerchio bianco · a7 pedone del nero · d7 cerchio bianco · g7 re del nero · b6 pedone del nero · d6 pedone del bianco · d4 grillo del bianco · e4 pedone del bianco · f4 pedone del bianco · c3 pedone del bianco · b2 cerchio bianco · d2 re del bianco · d1 cerchio bianco | h8 cerchio bianco · a7 pedone del nero · d7 cerchio bianco · g7 re del nero · b6 pedone del nero · d6 pedone del bianco · d4 grillo del bianco · e4 pedone del bianco · f4 pedone del bianco · c3 pedone del bianco · b2 cerchio bianco · d2 re del bianco · d1 cerchio bianco | 1 |
|   | a | b | c | d | e | f | g | h |   |

Il grillo è un pezzo eterodosso degli scacchi che si muove come la donna, cioè lungo colonne, traverse e diagonali, ma ha bisogno di un pezzo sopra cui saltare, terminando la mossa nella casa immediatamente successiva. Il pezzo scavalcato può essere  indifferentemente del colore avversario o proprio.
Se nella casa di arrivo è posto un pezzo avversario, il grillo può catturarlo. Se non vi sono pezzi da scavalcare lungo le sue linee di azione, il grillo non può muovere. La casa di arrivo è comunque controllata dal grillo, quindi il re avversario non può mai occuparla.
Nel diagramma a destra, il grillo in d4 può catturare il pedone in a7 oppure raggiungere le case b2, d1, d7 e h8.
Nella notazione algebrica il grillo è indicato col simbolo G.
Il grillo (in inglese "grasshopper", letteralmente cavalletta) fu inventato nel 1912 dal problemista inglese Thomas Rayner Dawson (1889-1951). Gli fu ispirato dal pezzo cannone degli scacchi cinesi.
Il grillo e il nottambulo sono attualmente i pezzi eterodossi più popolari nella composizione di problemi eterodossi. Nel 1951 il francese Joseph Boyer, nel suo libro Les jeux d'échecs non orthodoxes, lo introdusse come variante degli scacchi giocati, con diverse posizioni iniziali possibili.

## Esempio di problema
|   | a                                                                                | b                                                                                | c                                                                                | d                                                                                | e                                                                                | f                                                                                | g                                                                                | h                                                                                |   |
| 8 | f7 re del bianco · e5 re del nero · d3 grillo del bianco · c1 cavallo del bianco | f7 re del bianco · e5 re del nero · d3 grillo del bianco · c1 cavallo del bianco | f7 re del bianco · e5 re del nero · d3 grillo del bianco · c1 cavallo del bianco | f7 re del bianco · e5 re del nero · d3 grillo del bianco · c1 cavallo del bianco | f7 re del bianco · e5 re del nero · d3 grillo del bianco · c1 cavallo del bianco | f7 re del bianco · e5 re del nero · d3 grillo del bianco · c1 cavallo del bianco | f7 re del bianco · e5 re del nero · d3 grillo del bianco · c1 cavallo del bianco | f7 re del bianco · e5 re del nero · d3 grillo del bianco · c1 cavallo del bianco | 8 |
| 7 | f7 re del bianco · e5 re del nero · d3 grillo del bianco · c1 cavallo del bianco | f7 re del bianco · e5 re del nero · d3 grillo del bianco · c1 cavallo del bianco | f7 re del bianco · e5 re del nero · d3 grillo del bianco · c1 cavallo del bianco | f7 re del bianco · e5 re del nero · d3 grillo del bianco · c1 cavallo del bianco | f7 re del bianco · e5 re del nero · d3 grillo del bianco · c1 cavallo del bianco | f7 re del bianco · e5 re del nero · d3 grillo del bianco · c1 cavallo del bianco | f7 re del bianco · e5 re del nero · d3 grillo del bianco · c1 cavallo del bianco | f7 re del bianco · e5 re del nero · d3 grillo del bianco · c1 cavallo del bianco | 7 |
| 6 | f7 re del bianco · e5 re del nero · d3 grillo del bianco · c1 cavallo del bianco | f7 re del bianco · e5 re del nero · d3 grillo del bianco · c1 cavallo del bianco | f7 re del bianco · e5 re del nero · d3 grillo del bianco · c1 cavallo del bianco | f7 re del bianco · e5 re del nero · d3 grillo del bianco · c1 cavallo del bianco | f7 re del bianco · e5 re del nero · d3 grillo del bianco · c1 cavallo del bianco | f7 re del bianco · e5 re del nero · d3 grillo del bianco · c1 cavallo del bianco | f7 re del bianco · e5 re del nero · d3 grillo del bianco · c1 cavallo del bianco | f7 re del bianco · e5 re del nero · d3 grillo del bianco · c1 cavallo del bianco | 6 |
| 5 | f7 re del bianco · e5 re del nero · d3 grillo del bianco · c1 cavallo del bianco | f7 re del bianco · e5 re del nero · d3 grillo del bianco · c1 cavallo del bianco | f7 re del bianco · e5 re del nero · d3 grillo del bianco · c1 cavallo del bianco | f7 re del bianco · e5 re del nero · d3 grillo del bianco · c1 cavallo del bianco | f7 re del bianco · e5 re del nero · d3 grillo del bianco · c1 cavallo del bianco | f7 re del bianco · e5 re del nero · d3 grillo del bianco · c1 cavallo del bianco | f7 re del bianco · e5 re del nero · d3 grillo del bianco · c1 cavallo del bianco | f7 re del bianco · e5 re del nero · d3 grillo del bianco · c1 cavallo del bianco | 5 |
| 4 | f7 re del bianco · e5 re del nero · d3 grillo del bianco · c1 cavallo del bianco | f7 re del bianco · e5 re del nero · d3 grillo del bianco · c1 cavallo del bianco | f7 re del bianco · e5 re del nero · d3 grillo del bianco · c1 cavallo del bianco | f7 re del bianco · e5 re del nero · d3 grillo del bianco · c1 cavallo del bianco | f7 re del bianco · e5 re del nero · d3 grillo del bianco · c1 cavallo del bianco | f7 re del bianco · e5 re del nero · d3 grillo del bianco · c1 cavallo del bianco | f7 re del bianco · e5 re del nero · d3 grillo del bianco · c1 cavallo del bianco | f7 re del bianco · e5 re del nero · d3 grillo del bianco · c1 cavallo del bianco | 4 |
| 3 | f7 re del bianco · e5 re del nero · d3 grillo del bianco · c1 cavallo del bianco | f7 re del bianco · e5 re del nero · d3 grillo del bianco · c1 cavallo del bianco | f7 re del bianco · e5 re del nero · d3 grillo del bianco · c1 cavallo del bianco | f7 re del bianco · e5 re del nero · d3 grillo del bianco · c1 cavallo del bianco | f7 re del bianco · e5 re del nero · d3 grillo del bianco · c1 cavallo del bianco | f7 re del bianco · e5 re del nero · d3 grillo del bianco · c1 cavallo del bianco | f7 re del bianco · e5 re del nero · d3 grillo del bianco · c1 cavallo del bianco | f7 re del bianco · e5 re del nero · d3 grillo del bianco · c1 cavallo del bianco | 3 |
| 2 | f7 re del bianco · e5 re del nero · d3 grillo del bianco · c1 cavallo del bianco | f7 re del bianco · e5 re del nero · d3 grillo del bianco · c1 cavallo del bianco | f7 re del bianco · e5 re del nero · d3 grillo del bianco · c1 cavallo del bianco | f7 re del bianco · e5 re del nero · d3 grillo del bianco · c1 cavallo del bianco | f7 re del bianco · e5 re del nero · d3 grillo del bianco · c1 cavallo del bianco | f7 re del bianco · e5 re del nero · d3 grillo del bianco · c1 cavallo del bianco | f7 re del bianco · e5 re del nero · d3 grillo del bianco · c1 cavallo del bianco | f7 re del bianco · e5 re del nero · d3 grillo del bianco · c1 cavallo del bianco | 2 |
| 1 | f7 re del bianco · e5 re del nero · d3 grillo del bianco · c1 cavallo del bianco | f7 re del bianco · e5 re del nero · d3 grillo del bianco · c1 cavallo del bianco | f7 re del bianco · e5 re del nero · d3 grillo del bianco · c1 cavallo del bianco | f7 re del bianco · e5 re del nero · d3 grillo del bianco · c1 cavallo del bianco | f7 re del bianco · e5 re del nero · d3 grillo del bianco · c1 cavallo del bianco | f7 re del bianco · e5 re del nero · d3 grillo del bianco · c1 cavallo del bianco | f7 re del bianco · e5 re del nero · d3 grillo del bianco · c1 cavallo del bianco | f7 re del bianco · e5 re del nero · d3 grillo del bianco · c1 cavallo del bianco | 1 |
|   | a                                                                                | b                                                                                | c                                                                                | d                                                                                | e                                                                                | f                                                                                | g                                                                                | h                                                                                |   |

Il problema rappresentato è un aiutomatto, in cui il nero muove per primo ed esegue mosse che aiutano il bianco a dargli matto nel minor numero di mosse possibile, in questo caso quattro.
Soluzione: 1. Rf5!  Rf8  2. Rg6  Ce2  3. Rh7  Cf4  4. Rh8  Cg6#
Da notare che alla quarta mossa il re nero non può portarsi in h7, perché tale casa è controllata dal grillo in d3.
Un problema diretto di matto in sei mosse con il grillo è riportato alla voce problema di scacchi.